# Тюменцева (Тюменская область)
Тюменцева — деревня в Коркинском сельском поселении Упоровского района Тюменской области. Расположена на берегу озера Тюменцево на автодороге Упорово — Буньково — Коркино — Тюменцева. Состоит из улиц: Приозерная, Лесная. Расстояние до районного центра села Упорово 45 км, областного центра города Тюмени 185 км.

## Историческая справка
Первоначальное название деревни — Заборская. По ревизской сказке 1762 года её не было, впервые упоминается в метрической книги Прокопьевской церкви села Коркино 9 октября 1771 года: 
Родился деревни Заборской у крестьянина Лва Назарова сын, при молитве ней наречен Яков, кой и ныне жив. 
Старообрядец Заборской Прокопий Антипович (1706-?) с сыновьями Афанасием (1730-?) и Григорием (1734-?), родом из Краснослободского острога при реке Нице, пришли в деревню Грамотеева Кизакской слободы и в 1760-е годы основали деревню Заборская. Жили в деревне Заборская не долго, и уже в конце 1770-х годов их перевели в Моршихинское Зимовье. С 1782 года называется деревня Тюменцева, своё название получила по озеру, на берегу которого она располагается.
С 1771 года относилась к Усть-Суерской слободе, с 1795 года в составе Поляковской волости, с 1884 — Коркинской волости, с 1919-Тюменцевского сельсовета, с 1924 — Коркинского сельсовета, с 1926 — Тюменцевского сельсовета, с 1954 — Коркинского сельсовета, с 2005 — Коркинского сельского поселения.
- В 1912 году в селе Тюменцева была церковь, земская школа, 4 ветряных мельниц, торговая лавка, хлебозапасной магазин, кузница, пожарная охрана.[2]

- В советское время в 1929 году образован колхоз «Буденовец», действовала Тюменцевская ферма КРС, работала начальная школа, построен клуб в 1940 году на 100 мест. После распада колхоза ферма ликвидирована, школа закрыта. Из объектов культбыта имеются, клуб, ФАП и магазин. Кладбище расположено в 100 м к северу от деревни.[2]

- В 2018 году построена автомобильная дорога Коркино — Тюменцева со щебёночным покрытием.[2]

- В годы Великой Отечественной войны ушли на фронт 81 человек, из них 39 человек не вернулись домой.[2]

## Население
| 1782 | 1816 | 1834 | 1858 | 1897 | 1989 | 2002 | 2010 |
| 126  | 233  | 277  | 384  | 490  | 212  | 188  | 176  |

## Церковь
Деревня Тюменцева относилась к приходу Богородице-Казанской церкви села Коркино, расстояние до села 7 верст. В 1825 году построена часовня обывателями крестьянами, самовольно, без разрешения со стороны епархиального начальства. 
С разрешения преосвященнейшего Варлаама от 15 июля 1864 году заложена церковь и окончательно устроена в 1867 году, в этом же году освящена 4 июля. Здание деревянное с такой же колокольнею, устроена на шпалах, внутри оштукатурена и  выбелена, снаружи обита тёсом и окрашена. Престол в ней один во имя Святителя и Чудотворца Николая. Служение в ней бывает каждого дня 9 мая и 6 декабря. Земли при ней отведено в 1901 году 18 октября 60 десятин, сенокосной 6 десятин, лесу 10 десятин. Свеч в течение года из Коркинской церкви распространяется до 2 пудов, кружечного и кошелькового сбора собирается до 3 рублей. Богослужение в ней проводили священнослужители Богородице-Казанской церкви села Коркино. 
Постановлением Уральского облисполкома от 14.06.1926 года церковь была закрыта, здание передано под клуб. В 1938 году здание разобрали, в 1940 году на месте его построили клуб на 100 мест.

## Тюменцевский сельский совет
Тюменцевский сельсовет образован в конце 1919 года в Коркинской волости Ялуторовского уезда. В начале 1924 года упразднен, вошел в Коркинский сельсовет Суерского района, 13 августа 1926 года образован вновь. 1 января 1932 года передан в Упоровский район, 17 июня 1954 года упразднен.

## Сельское хозяйство
В 1920 году в селе Тюменцева Коркинской волости организована коммуна «Красный восток». В феврале 1921 года во время восстания были убиты многие трудоспособные мужчины, имущество было разграблено, и некоторое время коммуна не существовала. С декабря 1921 года коммуна начала восстанавливаться, имела 33 лошади, 22 рогатого скота, 14 овец, не рабочую ветряную мельницу. Всего в коммуну в 1921 году входило 23 семьи.
В 1929 году образован колхоз «Буденовец». Назаров Александр Федотович является основателем колхоза «Буденовец». В 1950 году колхозы «Пахарь» (Коркино), «Животновод» (Дугина) слились в один колхоз «Буденовец», а в 1960 году колхоз «Путь Сталина» (Лескова, Одино, Боровушка) объединились в укрупненный колхоз «Буденовец».

## Образование
Церковно-приходская школа в Тюменцевой открылась 15 сентября 1900 г. В 1900 году в ней обучалось 9 мальчиков и 4 девочки, всего 13 учеников; 1915 — 18м+8д=26 учеников. В советское время начальная школа открылась в начале 1920-х годов.